# Mefjus
Mefjus  (* 31. August 1988; mit bürgerlichem Namen Martin Schober) ist ein österreichischer Drum-and-Bass-Produzent, DJ und Sound Designer aus Allhaming bei Linz.

## Karriere
2012 wurde Mefjus bei den Drum&Bass Arena Awards mit der Auszeichnung Best Newcomer Producer gekürt.
Nach zahlreichen Singles und EPs veröffentlichte Mefjus 2014 sein erstes Album Emulation bei Critical Music. An den Titel angelehnt, produzierte Mefjus das Lied Emulation vollständig synthetisch ohne zusätzliches Audiomaterial mit dem Synthesizer FM8 von Native Instruments. 2015 erhielt Mefjus bei den Drum&Bass Arena Awards für Emulation die Auszeichnung Best Album.
2015 veröffentlichte Mefjus gemeinsam mit Noisia und Hybris die zwei Titel Clusterfunk und Reptilians auf der Incessant EP von Noisia.
Als DJ legte Mefjus bisher nicht nur in zahlreichen Clubs, sondern unter anderem auch auf dem Let It Roll Festival, Exit Festival,  Urban Art Forms Festival, Dour Festival, Pukkelpop, Pirate Station Festival, Outlook Festival, Noisia Invites Festival, Stroga Festival und dem FM4 Frequency auf.
2018 wurde Mefjus bei den Drum&Bass Arena Awards mit der Auszeichnung Best Producer und Best Album für Manifest ausgezeichnet.

## Diskografie

### Alben
- Emulation (2014, Critical Music)
- Manifest (2018, Vision Recordings)

### EPs(Auswahl)
- Touched By Night EP (2010, Mindtech Recordings), mit Bowsar
- Eleventh Hour EP (2011, Ammunition Recordings)
- Double Tap EP (2012, Trust in Music)
- Contemporary EP (2013, Critical Music)
- Hello World EP (2014, Critical Music), mit Emperor
- Optimum Trajectory EP (2015, Blackout Music NL), mit Rido
- Blitz EP (2015, Neosignal Recordings)
- Hello World EP 2 / Sanity Check EP (2016, Critical Music), mit Emperor
- Particles EP (2020, VISION Recordings)

### Singles(Auswahl)
- Radix (2009, Tilt-Recordings)
- Fugly Habits (2009, Internet Recordings)
- Wholetrain (2009, Tilt-Recordings), mit M-Force
- The Dice (2010, T3K Recordings), erschienen auf der T3K EP
- Radix VIP / Moloch (Mefjus Remix) (2010, Tilt-Recordings), Original von Spinor
- Shitdrum (2011, Trust In Music), mit Fourward, A-Seite The Frozen Tape von Neonlight
- Metaknowledge (2011, Disturbed Recordings), B-Seite Deep Core von Zero Method
- Exhale (2012, Citrus Recordings), mit Kung, B-Seite The Perfect Host von Place 2B & Paimon
- Puppet Master / Hot Glue (2012, Eat Brain Recordings)
- Crawlers (2012, Critical Music), mit Enei, B-Seite Cracker VIP von Enei, EastColors & Noel
- Gravitational Lensing (2012, Close2Death Recordings), mit Bowsar und Kaiza, B-Seite Armored Core von Qo
- Abandon / Struggles & Pain (2012, Breed 12 Inches), mit M-Force, Struggles & Pain mit M-Force und Maksim
- Far Too Close / Distantia (2012, Neodigital)
- Signalz / Cypher (2013, Critical Music), Cypher mit Kasra
- Mythos / Blunt (2013, Virus Recordings), mit InsideInfo
- Must Eat (2014, Eatbrain), mit Zombie Cats, B-Seite Vintage von Logam und Zombie Cats
- Impuls / Stutter (2014, Critical Music), Impuls mit Phace, Stutter mit Misanthrop
- Clusterfunk / Reptilians (2015, Vision Recordings), mit Noisia und Hybris, erschienen auf Incessant EP von Noisia
- Footpath / Leibniz (2015, Virus Recordings), mit InsideInfo, Footpath mit The Upbeats und InsideInfo
- Sunday Crunk (Mefjus Remix) (2015, Critical Music), Original von Ivy Lab, erschienen auf Mef:Lab, B-Seite Blame You (Ivy Lab Remix) von Ivy Lab, Original von Mefjus
- Bad Habits (2015, Disciple Recordings), mit Maksim, erschienen auf dessen Bad Habits EP
- Pulsation / Talisman (2015, Viper Recordings), mit InsideInfo
- Bäng Bäng (2015, Critical Music) mit Phace, erschienen auf dessen Phace and Friends EP
- Fever / Matriarch (2015, Cyberfunk) mit Xtrah, erschienen auf dessen Matriarch EP
- Hear Me / Without Them (2021, Critical Music)

### Remixes (Auswahl)
- Paul SG / Paul Saint Jack – Grey Skin / Timeless (2010, Internet)
- Fourward – Blur (2011, Disturbed)
- Kasra & Enei – So Real (2012, Critical)
- Place 2B & Paimon – Heat (2013, Citrus)
- Black Sun Empire & Jade – Deadhouse (mit InsideInfo) (2013, Blackout)
- Neosignal – Sequenz (2013, Division)
- Rawtekk – No More Vaccine (2014, Med School)
- Dom & Roland – Jedi (2014, Dom & Roland)
- Ivy Lab & Mefjus – Sunday Crunk (2015, Critical)
- Modestep – Machines (2015, Max)
- Audio – Ultron (2016, RAM)
- Noisia – Exavolt (2017, Vision)
- Emperor – SMPL (2017, AEI)
- Phace – Basic Memory (2019, Neosignal)
- Slander & Kompany – Broken (2020, Never Say Die Black)
- Sub Focus – Last Jungle (mit Camo & Krooked) (2021, RAM)
- High Contrast – Return of Forever (mit Camo & Krooked) (2022, Highly Contrasting)
- Simula – Angels (2023, Simula)

## Auszeichnungen
- Best Newcomer Producer (2012, Drum&Bass Arena Awards)
- Best Album (2015, Drum&Bass Arena Awards), für Emulation
- Best Producer (2018, Drum&Bass Arena Awards)
- Best Album (2018, Drum&Bass Arena Awards), für Manifest